# Caso Ximenes Lopes versus Brasil
O caso Ximenes Lopes versus Brasil foi um processo internacional julgado em agosto de 2006 pela Corte Interamericana de Direitos Humanos contra a República Federativa do Brasil pela violação dos direitos humanos do senhor Damião Ximenes Lopes. O Estado brasileiro foi acusado de violar os direitos previstos nos artigos 4 (direito à vida), 5 (à integridade pessoal), 8 (garantias judiciais) e 25 (proteção judicial) da Convenção Americana sobre Direitos Humanos.
Damião Ximenes Lopes morreu no dia 4 de outubro de 1999, na Casa de Repouso Guararapes, vítima de tortura. Em 22 de novembro de 1999, Irene Ximenes Lopes Miranda, irmã de Damião, apresentou petição à Comissão denunciando os fatos e a falta de investigação e punição dos responsáveis. A Comissão admitiu o caso em 2001 e apresentou uma demanda à Corte em 2004, após não chegar a um acordo com o Estado.
A Corte analisou as provas apresentadas pelas partes e concluiu, em decisão unanime, que o Estado era responsável pela violação dos direitos de Damião Ximenes Lopes. A Corte ordenou ao Estado que adotasse medidas de reparação.
Em 2023, o Estado cumpriu a última determinação em aberto ao promover por meio do Ministério dos Direitos Humanos e da Cidadania um curso de capacitação sobre direitos humanos e saúde mental. Assim, em resolução publicada em 29 de setembro, a Corte deu por concluído o caso, arquivando-o. 

### Jurisprudência
- CIDH.  Corte Interamericana de Direitos Humanos: Caso Ximenes Lopes versus Brasil. Sentença de 4 de julho de 2006 (Mérito, Reparações e Custas). Disponível em: < https://www.corteidh.or.cr/docs/casos/articulos/seriec_149_por.pdf >.